# 159743 Клюк
159743 Клюк (159743 Kluk) — астероїд головного поясу, відкритий 23 березня 2003 року.
Тіссеранів параметр щодо Юпітера — 3,538.